# A-точка
Ероге́нна зо́на пере́днього зво́ду (склепіння), також відома як A-точка, епіцентр, глибока точка або друга G-точка) — жіноча ерогенна зона, розташована глибоко у вагіні на передній її стінці (район переднього відділу вагінального склепіння). При стимуляції може призвести до вагінальної секреції, сексуального збудження і оргазмом. Фізіологія збудження пояснюється непрямою (через вагіну) стимуляцією тіла клітора.